# Alliansen liberaler och demokrater för Europa
Alliansen liberaler och demokrater för Europa (ALDE) är ett liberalt europeiskt politiskt parti bestående av 76 olika medlemspartier runt om i Europa, huvudsakligen inom Europeiska unionen. Partiföreträdare finns representade i Europaparlamentet, där dess ledamöter ingår i Gruppen Renew Europe. Partiet har även företrädare i Europeiska rådet, Europeiska unionens råd och Europeiska kommissionen. Partiledare är Svenja Hahn.
ALDE baserar sin politik på en pro-europeisk liberalism och ett antal grundläggande värderingar, däribland individens frihet, demokrati, rättsstatens principer, mänskliga rättigheter, tolerans och solidaritet. Partiet vill bygga ett ”fritt, rättvist och öppet samhälle” genom ett starkt europeiskt samarbete. Partiets främsta profilfråga är grundläggande fri- och rättigheter, inbegripet mänskliga rättigheter och minoriteters rättigheter i och utanför unionen. Partiet vill se en fortsatt utveckling av den inre marknaden och att den gemensamma utrikes- och säkerhetspolitiken förstärks.
Bland partiets medlemspartier återfinns bland annat tyska FDP, brittiska Liberaldemokraterna, svenska Centerpartiet och Liberalerna samt finländska Svenska folkpartiet och Centern i Finland.

## Historia

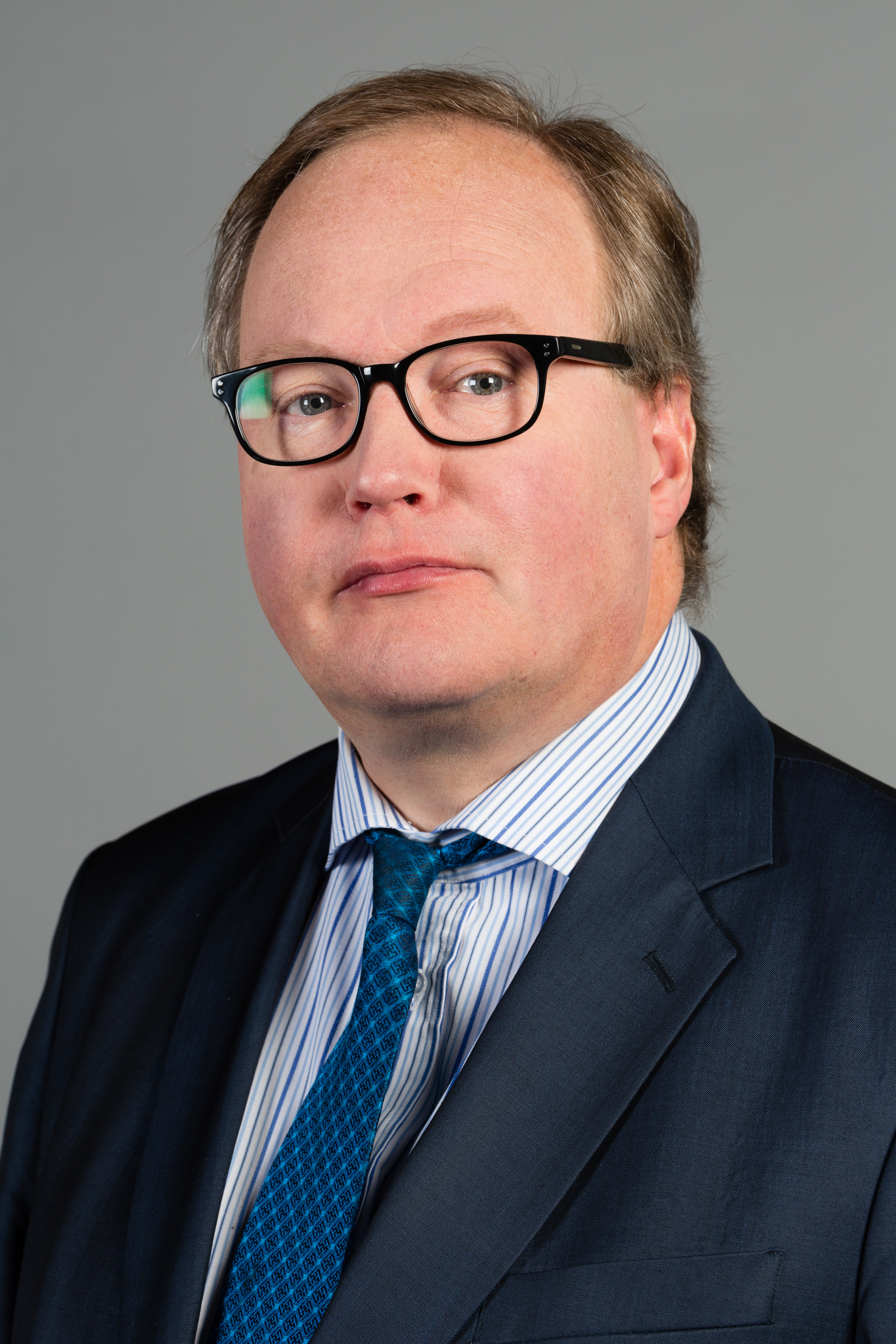
Hans van Baalen var partiledare 2015–2021.

ALDE:s föregångare, ”Federationen av liberala och demokratiska partier i Europeiska gemenskapen”, bildades den 26 mars 1976 i Stuttgart, Västtyskland, när fjorton liberala partier från Belgien, Danmark, Frankrike, Italien, Luxemburg, Nederländerna, Storbritannien och Tyskland antog Stuttgartdeklarationen. I deklarationen efterlystes ett förbättrat skydd av individuella fri- och rättigheter, en demokratisering av Europeiska ekonomiska gemenskapen och en gemensam utrikespolitik. Bildandet av ett europeiskt parti var en del av förberedelserna inför det första direkta valet till Europaparlamentet som ägde rum 1979. En av partiets grundare, Luxemburgs premiärminister Gaston Thorn, valdes till partiledare.
I samband med antagandet av europeiska enhetsakten 1986 bytte partiet namn till ”Federationen av liberaldemokratiska och reformistiska partier”. När Europeiska unionen bildades 1993 bytte partiet namn ännu en gång, denna gång till ”Europeiska liberala, demokratiska och reformistiska partiet”. Under 2004 trädde en förordning i kraft med nya bestämmelser kring europeiska partier. Den 30 april 2004 antog partiets kongress vissa förändringar för att uppfylla kraven för att erhålla statusen som europeiskt parti i enlighet med förordningen.
Efter valet 2004 gick partiet samman med Europeiska demokratiska partiet för att bilda en gemensam politisk grupp i Europaparlamentet, Gruppen Alliansen liberaler och demokrater för Europa. Samtidigt utsågs Graham Watson till gruppledare. I september 2005 valdes Annemie Neyts-Uyttebroeck till partiledare. Efter valet 2009 förblev ALDE den tredje största politiska gruppen. Den tidigare belgiske premiärministern Guy Verhofstadt valdes till ny gruppledare. Senare samma år valdes Graham Watson till ny partiledare.
Den 1 februari 2011 införde partiet ett ”associerat medlemskap” för enskilda personer och blev således det första etablerade europeiska partiet att tillåta individuellt medlemskap. I november 2012 antog partiet sitt nuvarande namn, ”Alliansen liberaler och demokrater för Europa”, för att göra kopplingen till den politiska gruppen i Europaparlamentet tydligare. I november 2015 valdes nederländaren Hans van Baalen till ny partiledare.
Den 4 maj 2017 blev ALDE det första partiet som erhöll juridisk status som europeiskt parti inom hela unionen i enlighet med en förordning som trädde i kraft den 1 januari 2017. Möjligheten till individuellt medlemskap avslutades 2023.

## Ideologi och politiska ståndpunkter
ALDE baserar sin politik på en pro-europeisk liberalism och vad partiet anser är grundläggande liberala värderingar såsom individens frihet, demokrati, rättsstatens principer, mänskliga rättigheter, tolerans och solidaritet. Partiet har varit drivande för ett starkt europeiskt samarbete som fördjupar den europeiska integrationen. Partiets profilfrågor innefattar grundläggande fri- och rättigheter, antagandet av en europeisk, demokratisk konstitution och utformandet av en gemensam utrikespolitik.

## Organisation

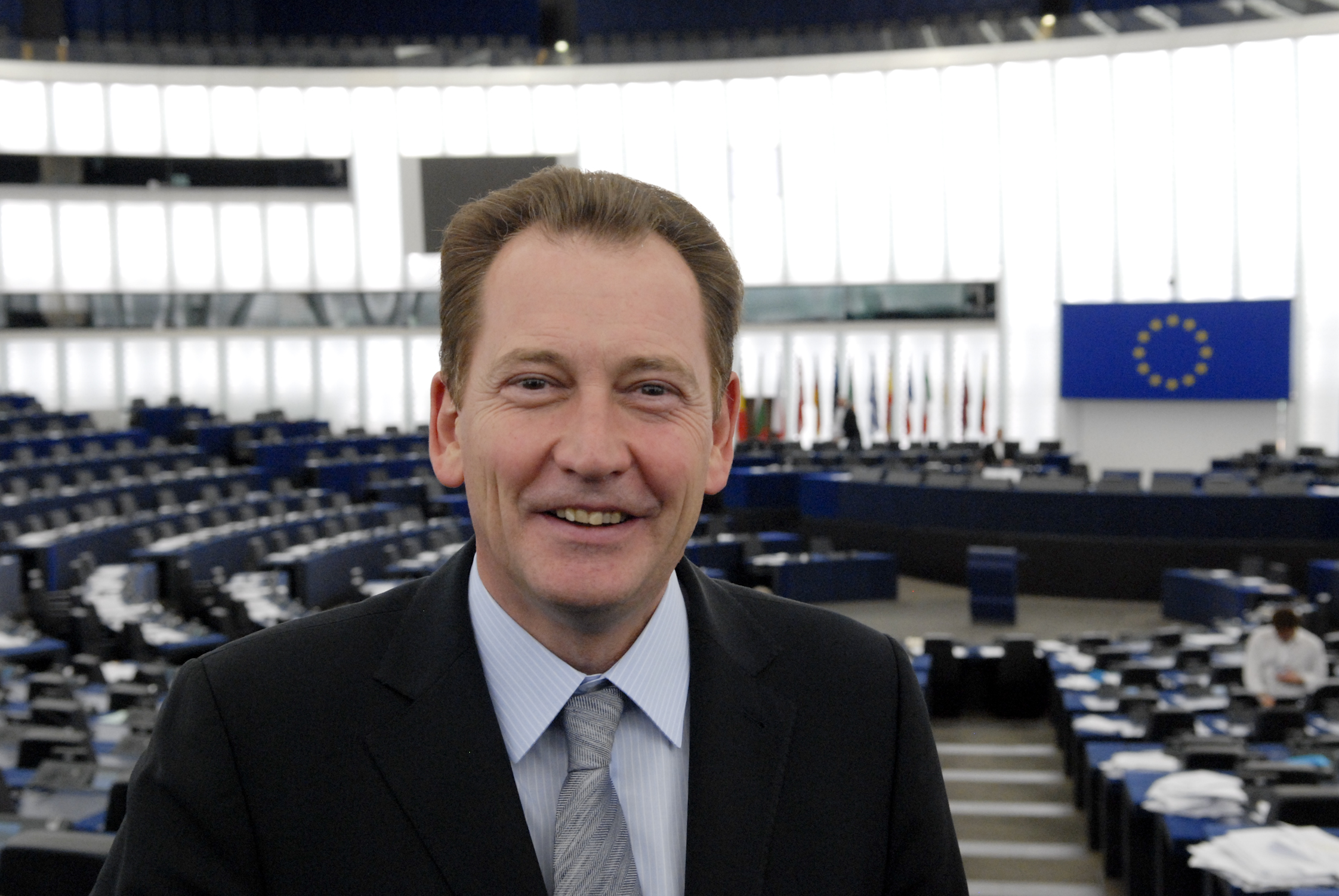
Graham Watson var partiledare mellan 2011 och 2015.

ALDE leds av ett presidium bestående av partiledaren, partikassören samt nio vice partiledare. Presidiet ansvarar för det dagliga arbetet och väljs av en kongress. Den årliga kongressen är partiets högsta beslutande organ och består av delegater från medlemspartierna, den politiska gruppen i Europaparlamentet, partiets företrädare i Europeiska kommissionen och företrädare för Europeiska liberala ungdomsförbundet. Kongressen väljer presidiet för en period av två år i taget. Den antar även resolutioner och valmanifest på partiets vägnar.
Partirådet är partiets näst högsta beslutande organ och sammanträder minst två gånger per år. Partirådet beslutar bland annat om medlemskapsansökningar, medlemsavgifter, partiets årliga budget och nominerar en partisekreterare.
Inför varje sammanträde i Europeiska rådet organiserar ALDE ett förmöte mellan partiets ledande politiker, däribland partiledaren, företrädarna i Europeiska kommissionen och stats- eller regeringschefer på nationell nivå.

### Individuellt medlemskap
Den 1 februari 2011 införde ALDE som första europeiska parti ett individuellt medlemskap i form av ett ”associerat medlemskap”. De associerade medlemmarna väljer egna delegater till kongressen. Möjligheten till individuellt medlemskap avslutades 2023.

### Samverkande organisationer
ALDE samarbetar med flera olika organisationer. Europeiska liberala ungdomsförbundet (LYMEC) är partiets ungdomsförbund och grundades samtidig som partiet 1976. Ungdomsförbundet består i sin tur av medlemsorganisationer på nationell nivå.
I Europaparlamentet, Regionkommittén och Europarådets parlamentariska församling finns partigrupper som samlar ALDE:s företrädare. ALDE samarbetar även med Liberala internationalen och dess ungdomsförbund International Federation of Liberal Youth (IFLRY). Sedan 2007 har ALDE även en egen politisk stiftelse kallad Europeiska liberala forumet (ELF).

## Partiföreträdare

### Lista över partiledare
- 1978–1981: Gaston Thorn (Luxemburg, DP)
- 1981–1985: Willy De Clercq (Belgien, PVV)
- 1985–1990: Colette Flesch (Luxemburg, DP)
- 1990–1995: Willy De Clercq (Belgien, PVV)
- 1995–2000: Uffe Ellemann-Jensen (Danmark, V)
- 2000–2005: Werner Hoyer (Tyskland, FDP)
- 2005–2011: Annemie Neyts-Uyttebroeck (Belgien, Öppna VLD)
- 2011–2015: Graham Watson (Storbritannien, Libdem)
- 2015–2021: Hans van Baalen (Nederländerna, VVD)
- 2021–2024: Timmy Dooley (Irland, Fianna Fáil) & Ilhan Kjutjuk (Bulgarien, DPS)
- 2024–: Svenja Hahn (Tyskland, FDP)

### Europaparlamentet

Nuvarande mandatfördelning efter politisk grupp i Europaparlamentet
Mandat tillhörande Renew-gruppen

I Europaparlamentet ingår ALDE:s ledamöter i Gruppen Renew Europe (Renew-gruppen), som även inkluderar ledamöter från bland annat Europeiska demokratiska partiet. Med ett 75 ledamöter är gruppen den femte största i parlamentet. Gruppledare är Valérie Hayer.

### Europeiska rådet och Europeiska unionens råd
I Europeiska rådet och Europeiska unionens råd finns ALDE representerat med sina stats- eller regeringschefer och ministrar. Inför varje sammanträde i Europeiska rådet träffas de stats- eller regeringschefer som tillhör ALDE innan sammanträdet. Vid dessa förmöten brukar även ALDE:s partiledare samt andra ledande politiker tillhörande ALDE på nationell och europeisk nivå närvara.
|  |                | Namn           | Partitillhörighet | Medlem sedan | Befattning               | Senaste val | Nästa val |  |
|  | -------------- | -------------- | ----------------- | ------------ | ------------------------ | ----------- | --------- |  |
|  | Kristen Michal | Kristen Michal | ALDE (ER)         | 2024-07-23   | Estlands premiärminister | 2023        | 2027      |  |
|  | Micheál Martin | Micheál Martin | ALDE (FF)         | 2025-01-23   | Irlands premiärminister  | 2024        | 2029      |  |

### Europeiska kommissionen
I Europeiska kommissionen finns ALDE representerat med sina kommissionsledamöter. ALDE och dess föregångare har historiskt haft en stark representation i kommissionen i jämförelse med unionens övriga institutioner. Tre kommissionsordförande har tillhört ALDE och dess föregångare: Jean Rey (1967–1970), Gaston Thorn (1981–1985) och Romano Prodi (1999–2004). I kommissionen Juncker tillhörde Cecilia Malmström, Věra Jourová, Andrus Ansip och Margrethe Vestager ALDE.

## Medlemspartier och parlamentarisk representation
| Medlemsstat             | Mandat i nationellt parlament | Mandat i Europaparlamentet | Nationella medlemspartier |
| ----------------------- | ----------------------------- | -------------------------- | --- |
| Andorra                 | 1 / 28                        | Ej EU-medlem               | Liberaler för Andorra, Acció per Andorra |
| Armenien                | 0 / 107                       | Ej EU-medlem               | Haj Azgajin Kongres, Lysande Armenien |
| Azerbajdzjan            | 0 / 125                       | Ej EU-medlem               | Müsavat |
| Belgien                 | 27 / 150                      | 4 / 22                     | Mouvement Réformateur, Öppna VLD |
| Bosnien och Hercegovina | 2 / 42                        | Ej EU-medlem               | Naša stranka |
| Bulgarien               | 0 / 240                       | 0 / 17                     | |
| Cypern                  | 4 / 56                        | 0 / 6                      | Enomeni Dimokrates, Dimokratiki Parataxi |
| Danmark                 | 29 / 179                      | 3 / 15                     | Radikale Venstre, Venstre |
| Estland                 | 39 / 101                      | 1 / 7                      | Estniska reformpartiet |
| Finland                 | 32 / 200                      | 3 / 15                     | Centern i Finland, Svenska folkpartiet |
| Frankrike               | 6 / 577                       | 1 / 81                     | Parti Radical, Union des démocrates et indépendants |
| Georgien                | 0 / 150                       | Ej EU-medlem               | Georgiens republikanska parti, Fria Demokraterna, Lelo för Georgien, Strategia Aghmashenebeli, Girchi – Mer frihet, Droa                                    |
| Grekland                | 0 / 300                       | 0 / 21                     | |
| Irland                  | 48 / 174                      | 4 / 14                     | Fianna Fáil |
| Island                  | 11 / 63                       | Ej EU-medlem               | Viðreisn |
| Italien                 | 13 / 400                      | 0 / 76                     | Radicali Italiani, Più Europa, Team K, Liberali Democratici Europei, Azione                                                                                 |
| Kosovo                  | 19 / 120                      | Ej EU-medlem               | Allians för ett nytt Kosovo, Kosovos demokratiska parti |
| Kroatien                | 8 / 151                       | 0 / 12                     | Kroatiska folkpartiet – liberaldemokraterna, Kroatiska socialliberala partiet, Građansko-liberalni savez, Istriska demokratiska församlingen, Center, Fokus |
| Lettland                | 0 / 100                       | 1 / 9                      | Latvijas attīstībai, Kustība Par! |
| Litauen                 | 12 / 141                      | 2 / 11                     | Liberala rörelsen, Frihetspartiet |
| Luxemburg               | 14 / 60                       | 1 / 6                      | Demokratiska partiet |
| Malta                   | 0 / 79                        | 0 / 6                      | |
| Moldavien               | 0 / 101                       | Ej EU-medlem               | Liberala partiet, Coaliția pentru Unitate și Bunăstare |
| Montenegro              | 0 / 81                        | Ej EU-medlem               | Montenegros liberala parti |
| Nederländerna           | 33 / 150                      | 7 / 31                     | Demokraterna 66, Folkpartiet för frihet och demokrati |
| Nordmakedonien          | 1 / 120                       | Ej EU-medlem               | Liberalno-Demokratska Partija |
| Norge                   | 8 / 169                       | Ej EU-medlem               | Venstre |
| Polen                   | 10 / 460                      | 0 / 53                     | Nowoczesna |
| Portugal                | 8 / 230                       | 2 / 21                     | Iniciativa Liberal |
| Rumänien                | 40 / 331                      | 2 / 33                     | Unionen Rädda Rumänien |
| Ryssland                | 0 / 450                       | Ej EU-medlem               | Partiet för folkets frihet, Jabloko |
| Schweiz                 | 38 / 200                      | Ej EU-medlem               | FDP. Liberalerna, Grönliberala partiet |
| Serbien                 | 3 / 250                       | Ej EU-medlem               | Pokret slobodnih građana |
| Slovakien               | 33 / 150                      | 6 / 15                     | Progressiva Slovakien |
| Slovenien               | 0 / 90                        | 0 / 9                      | |
| Spanien                 | 0 / 350                       | 0 / 61                     | Ciudadanos |
| Storbritannien          | 73 / 650 Brittiska underhuset | Ej EU-medlem               | Liberaldemokraterna, Alliance Party of Northern Ireland, Liberal Party of Gibraltar                                                                         |
| Storbritannien          | 2 / 17 Gibraltars parlament   | Ej EU-medlem               | Liberaldemokraterna, Alliance Party of Northern Ireland, Liberal Party of Gibraltar                                                                         |
| Sverige                 | 40 / 349                      | 3 / 21                     | Centerpartiet, Liberalerna |
| Tjeckien                | 0 / 200                       | 0 / 21                     | |
| Tyskland                | 90 / 735                      | 5 / 96                     | FDP |
| Ukraina                 | 253 / 450                     | Ej EU-medlem               | Europeiska partiet, Hromadjanska pozytsija, Syla ljudej, Holos, Folkets tjänare                                                                             |
| Ungern                  | 10 / 199                      | 0 / 21                     | Momentum Mozgalom, Ungerns liberala parti |
| Österrike               | 18 / 183                      | 2 / 20                     | NEOS |